# Oedopeza cryptica
Oedopeza cryptica là một loài bọ cánh cứng trong họ Cerambycidae.